# I Korpus Pancerny SS
I Korpus Pancerny SS (niem. I.SS-Panzerkorps, później I.SS-Panzerkorps Leibstandarte SS Adolf Hitler) – jednostka Waffen-SS III Rzeszy.
Korpus sformowany rozkazem z dnia 27 lipca 1943 roku. Formowanie miało miejsce na terytorium okupowanej Belgii. W sierpniu 1943 roku przeniesiony do Włoch, gdzie brał udział w rozbrajaniu armii włoskiej oraz w walkach antypartyzanckich. Z końcem 1943 został w pełni utworzony i gotowy do działań. Kwatera główna mieściła się w Brukseli.
Podczas walk w Normandii następujący skład: 1 Dywizja Pancerna SS „Leibstandarte SS Adolf Hitler”, 12 Dywizja Pancerna SS „Hitlerjugend”, 130. Panzer-Lehr-Division, 101. schwere-SS-Panzer-Abt oraz 17 Dywizja Grenadierów Pancernych SS „Götz von Berlichingen”.
Będąc częścią Grupy Pancernej „WEST” korpus otrzymał honorową nazwę Leibstandarte SS Adolf Hitler.
Korpus brał udział w ofensywie w Ardenach jako część 6.SS-Panzer-Armee (skład korpusu wchodziły 1 Dywizja Pancerna SS „Leibstandarte SS Adolf Hitler”, 12 Dywizja Pancerna SS „Hitlerjugend”, 3. Fallschirmjäger-Division, 12. Volksgrenadier-Division, 277. Infanterie-Division), a następnie w próbach rozbicia kotła budapeszteńskiego – operacja „Wiosenne Przebudzenie” (skład korpusu: 1 Dywizja Pancerna SS „Leibstandarte SS Adolf Hitler”, 12 Dywizja Pancerna SS „Hitlerjugend”). Poszczególne dywizje korpusu przebijały się pod koniec wojny w kierunku stref kontrolowanych przez zachodnich aliantów.

## Dowódcy korpusu
- SS-Oberstgruppenführer i gen. płk Waffen SS[1] Josef Dietrich (4 lipca 1943 – 9 sierpnia 1944)
- SS-Oberführer/SS-Brigadeführer i gen. mjr Waffen SS Fritz Krämer (9 sierpnia 1944 – 16 sierpnia 1944)
- SS-Obergruppenführer i gen. Waffen SS Georg Keppler (16 sierpnia 1944 – 30 listopada 1944)
- SS-Gruppenführer i gen. lejtn. Waffen SS Hermann Priess (30 listopada 1944 – 8 maja 1945)[2]

## Struktura organizacyjna
Skład 6 czerwca 1944 (w czasie operacji Overlord):
- 101 Batalion Czołgów Ciężkich
- 1 Dywizja Pancerna SS Leibstandarte SS Adolf Hitler
- 12 Dywizja Pancerna SS Hitlerjugend
- 17 Dywizja Grenadierów Pancernych SS Götz von Berlichingen
- Dywizja Panzer Lehr (Heer)

Skład 16 grudnia 1944 (w czasie ofensywy w Ardenach):
- 501 Batalion Czołgów Ciężkich
- 1 Dywizja Pancerna SS Leibstandarte SS Adolf Hitler
- 12 Dywizja Pancerna SS Hitlerjugend
- 3 Dywizja Strzelców Spadochronowych
- 12 Dywizja Piechoty
- 277 Dywizja Piechoty

Skład 6 marca 1945 (w czasie operacji Frühlingserwachen):
- 501 Batalion Czołgów Ciężkich
- 1 Dywizja Pancerna SS Leibstandarte SS Adolf Hitler
- 12 Dywizja Pancerna SS Hitlerjugend